# Liste antiker Ortsnamen und geographischer Bezeichnungen/Ax
| Lateinischer Name               | Griechischer Name       | Beschreibung                           | Heute                                    | Quellen und Verweise   | Lage |
| ------------------------------- | ----------------------- | -------------------------------------- | ---------------------------------------- | ---------------------- | ---- |
| Axati                           |                         |                                        |                                          | Smith;                 |      |
| Axelodunum                      |                         |                                        |                                          | Smith;                 |      |
| Axia                            | Ἀξία (Axia)             | Stadt in Etrurien                      | bei Castel d’Asso westlich von Viterbo   | PECS; Pleiades; Smith; |      |
| Axiaces                         |                         |                                        |                                          | Smith;                 |      |
| Axima                           |                         | Hauptort des Alpenvolkes der Ceutronen | Aime im Département Savoie in Frankreich | PECS; Smith;           |      |
| Axinium                         |                         |                                        |                                          | Smith;                 |      |
| Axiopolis, Axiupolis, Herakleia | Ἀξιούπολις (Axioupolis) | Stadt in Moesia inferior               | Cernavodă in Rumänien                    | PECS; Pleiades; Smith; |      |
| Axius                           |                         |                                        |                                          | Smith;                 |      |
| Axon                            |                         | Fluss in Karien                        | Kargın çayı                              | Smith;                 |      |
| Axona                           |                         |                                        |                                          | Smith;                 |      |
| Axuenna                         |                         |                                        |                                          | Smith;                 |      |
| Axume                           |                         |                                        |                                          | Smith;                 |      |
| Axus                            |                         |                                        |                                          | Smith;                 |      |
| Axylus                          |                         |                                        |                                          | Smith;                 |      |